# Marxa fúnebre
Una marxa fúnebre és una marxa, en general en un to menor, en una senza misura lenta, imitant el ritme solemne d'una processó fúnebre. Algunes marxes sovint es consideren adequades per al seu ús durant els funerals i en altres ocasions tristes, sent la més coneguda la de Chopin. A més de les peces de música clàssica, en algunes processons d'Espanya, Guatemala i el Perú s'executen mentre la processó passa pels carrers de les ciutats.